# Mercedes-Benz C217
Mercedes-Benz C217 är en lyxbil som den tyska biltillverkaren Mercedes-Benz introducerade på Genèvesalongen i mars 2014.

## Versioner
| Modell  | Årsmodell | Motor                     | Cylindervolym | Effekt | Bränslesystem              |
| ------- | --------- | ------------------------- | ------------- | ------ | -------------------------- |
| S400    | 2016-20   | M276: 6-cyl V-motor DOHC  | 2996 cm³      | 367 hk | Direktinsprutning, biturbo |
| S500    | 2014-17   | M278: 8-cyl V-motor DOHC  | 4663 cm³      | 455 hk | Direktinsprutning, biturbo |
| S63 AMG | 2015-17   | M157: 8-cyl V-motor DOHC  | 5461 cm³      | 585 hk | Direktinsprutning, biturbo |
| S65 AMG | 2015-19   | M279: 12-cyl V-motor DOHC | 5980 cm³      | 630 hk | Direktinsprutning, biturbo |
| S560    | 2018-20   | M176: 8-cyl V-motor DOHC  | 3982 cm³      | 469 hk | Direktinsprutning, biturbo |
| AMG S63 | 2018-20   | M177: 8-cyl V-motor DOHC  | 3982 cm³      | 612 hk | Direktinsprutning, biturbo |

## Mercedes-Maybach S650 Cabriolet
På bilsalongen I Los Angeles I november 2016 introducerades modellen Mercedes-Maybach S650 Cabriolet, baserad på S65 AMG. Bilen ska byggas i 300 exemplar och priset startar på €300.000.

## Bilder

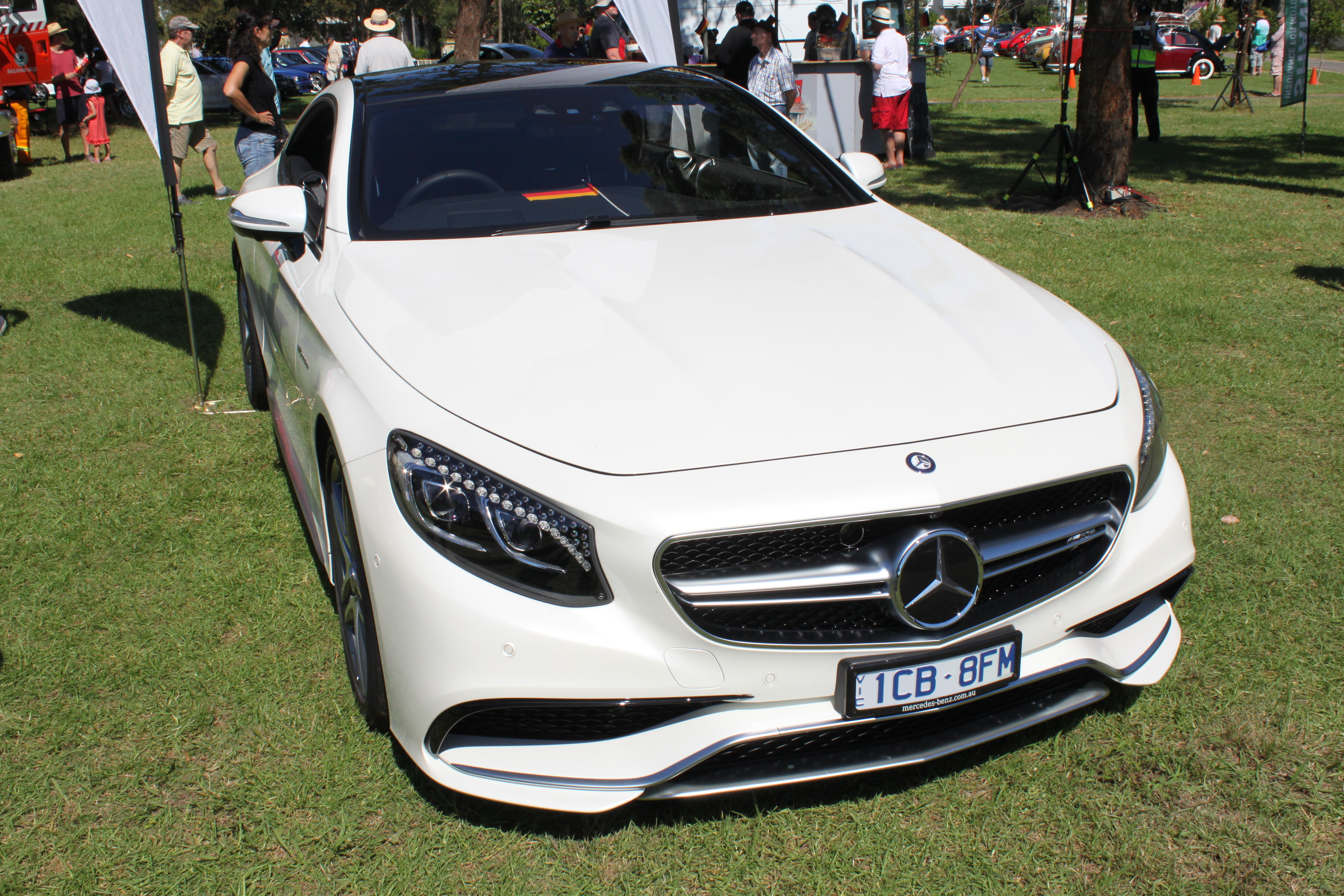
S63 AMG
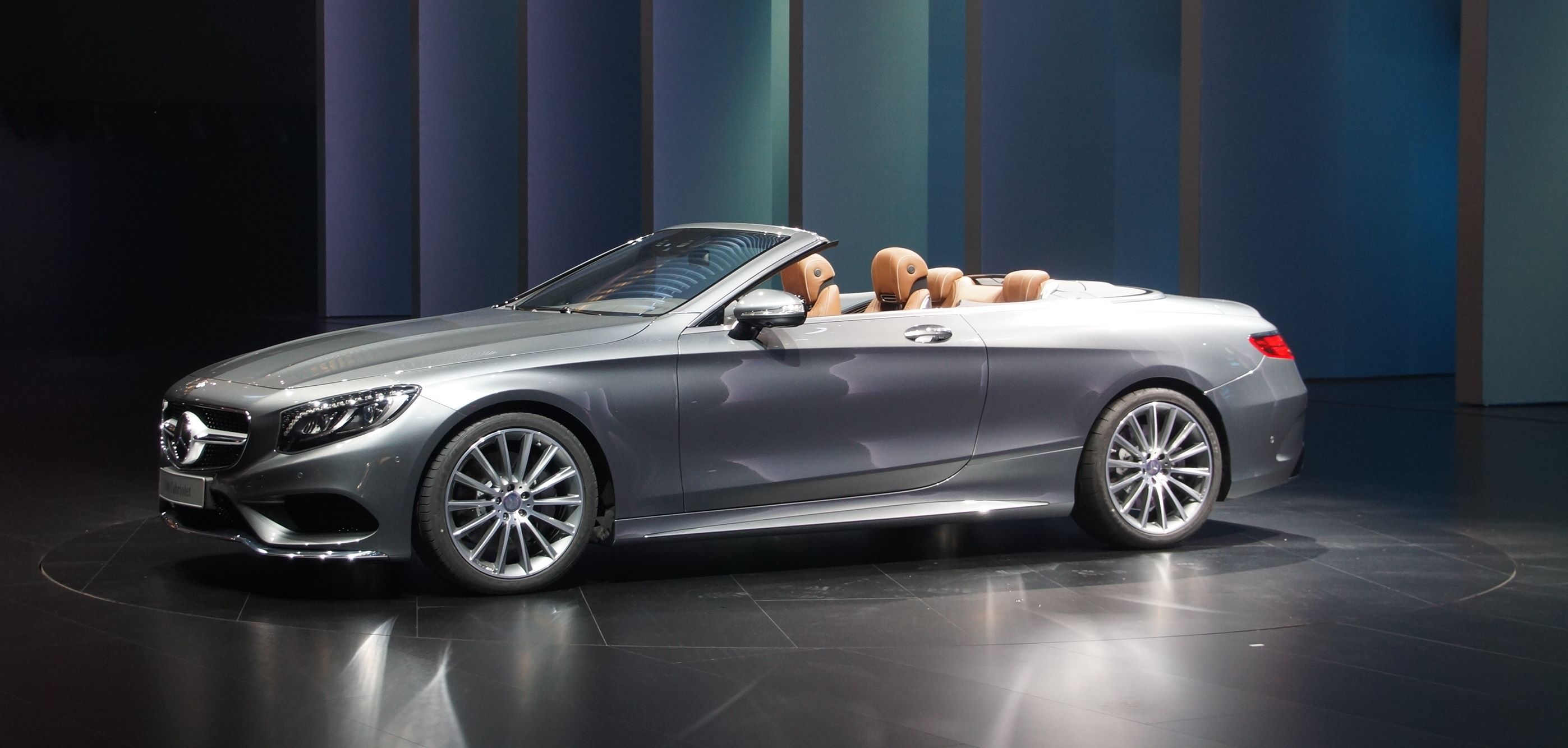
A217 cabriolet
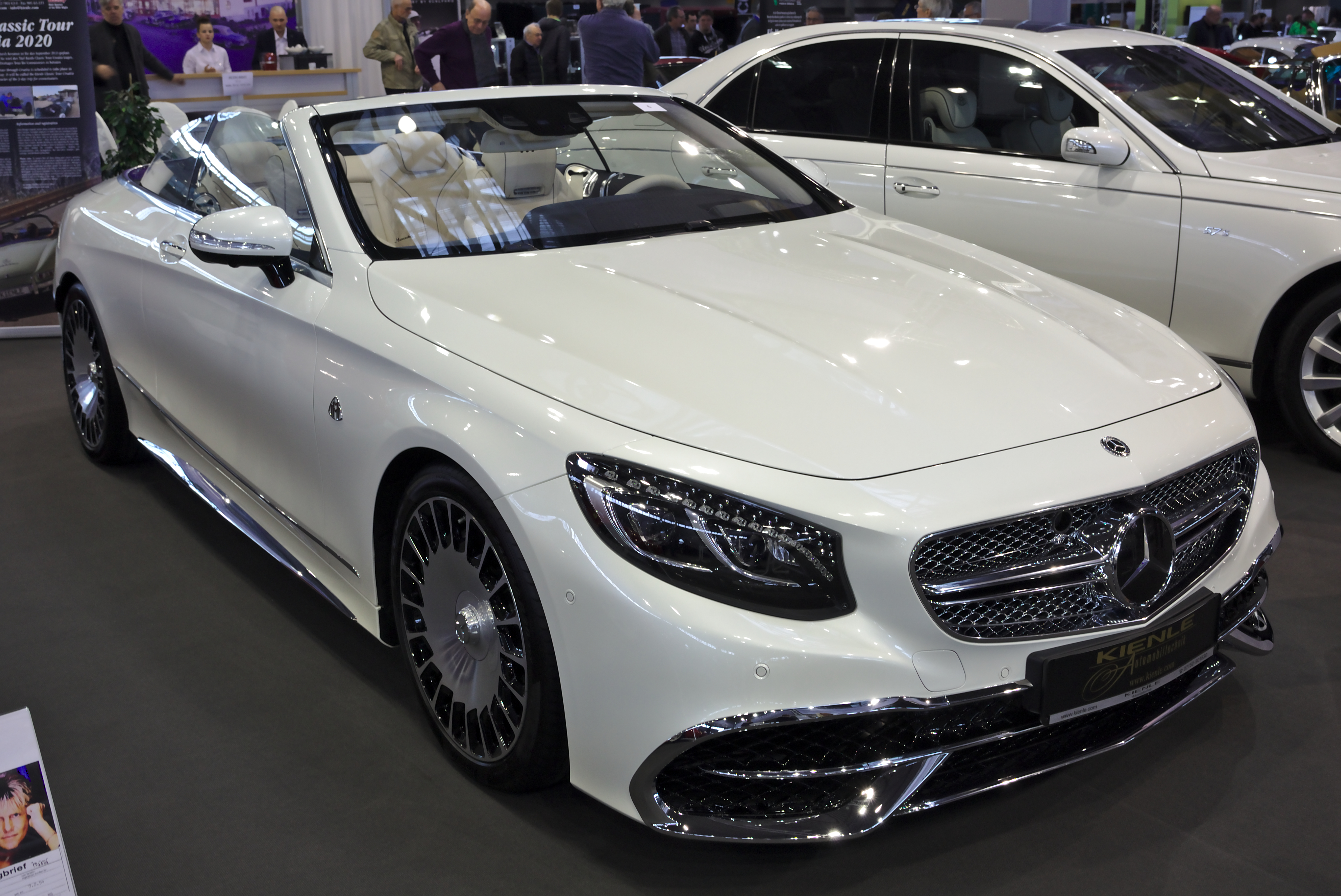
Maybach S650 Cabriolet